# Csepreg
Csepreg  este un oraș în districtul Kőszeg, județul Vas, Ungaria, având o populație de 3.282 de locuitori (2011). 

## Demografie
Componența etnică a orașului Csepreg
     Maghiari (93,64%)
     Romi (2,07%)
     Croați (2,07%)
     Germani (1,67%)
     Necunoscut (0,3%)
     Alții (0,27%)
Componența confesională a orașului Csepreg
     Romano-catolici (67,95%)
     Fără religie (3,2%)
     Luterani (1,58%)
     Necunoscută (25,44%)
     Alte religii (2,22%)
Conform recensământului din 2011, orașul Csepreg avea 3.282 de locuitori. Din punct de vedere etnic, majoritatea locuitorilor (93,64%) erau maghiari, existând și minorități de croați (2,07%), romi (2,07%) și germani (1,67%). Apartenența etnică nu este cunoscută în cazul a 0,3% din locuitori.  Din punct de vedere confesional, majoritatea locuitorilor (67,95%) erau romano-catolici, existând și minorități de persoane fără religie (3,2%) și luterani (1,58%). Pentru 25,44% din locuitori nu este cunoscută apartenența confesională.